# 處仁城戰鬥
處仁城戰鬥，是1232年12月16日高麗與蒙古帝國之間的戰鬥，位於現在的龍仁。儘管處仁城的人們已被隔離，但他們仍在戰鬥並擊敗了蒙古人。

## 背景
1232年8月，蒙古帝國在擊敗開京和漢陽之後，第二次入侵高麗。他們在11月進入光州但輸了。蒙古司令撒禮塔決定繞道而行。他命令大部分軍隊前進到江華島，他繼續與其他部隊一起向南移動，直到他們到達處仁為止。處仁城的居民聚居在一起備戰，撒禮塔佔領了處仁準備戰鬥。

## 發展
包括金允侯在內，處仁城大約有1000名難民和100名僧兵。1232年12月16日，撒禮塔分配了包圍的部隊。處仁城居民決定與蒙古人作戰，並任命金允侯為司令。撒禮塔發動部隊進攻，一直在東門外的小山上守望的高麗軍隊伏擊了蒙古人。撒禮塔後來被金允侯的流箭所殺，指揮官去世後，蒙古軍潰散，高麗軍隊徹底擊敗了蒙古人。
撒禮塔的死震驚了蒙古帝國，蒙古帝國與高麗簽訂了和平條約，並撤出了其軍隊，結束第二次入侵高麗。